# Troisième district congressionnel de Géorgie
Le 3e district congressionnel de Géorgie est un district de l'État américain de Géorgie. Le district est actuellement représenté par le Républicain Drew Ferguson. Les limites du district ont été redessinées à la suite du recensement de 2010, qui a accordé un siège supplémentaire à la Géorgie. La première élection utilisant les nouvelles limites des districts (énumérées ci-dessous) a été les élections de 2012.
Le district est basé dans le centre-ouest de la Géorgie. Il comprend la plupart des banlieues sud d'Atlanta - où se trouve la majeure partie de sa population - ainsi que les parties les plus riches (et plus démographiquement caucasiennes) de Columbus et de sa banlieue nord.

## Géographie
| #   | Comté      | Siège        | Population |
| --- | ---------- | ------------ | ---------- |
| 45  | Carooll    | Carrollton   | 127 098    |
| 77  | Coweta     | Newnan       | 155 892    |
| 97  | Douglas    | Douglasville | 149 160    |
| 113 | Fayette    | Fayetteville | 123 351    |
| 143 | Haralson   | Buchanan     | 32 038     |
| 145 | Harris     | Hamilton     | 36 654     |
| 149 | Heard      | Franklin     | 12 034     |
| 151 | Henry      | McDonough    | 254 613    |
| 171 | Lamar      | Barnesville  | 20 401     |
| 199 | Meriwether | Greenville   | 20 931     |
| 215 | Muscogee   | Columbus     | 201 877    |
| 231 | Pike       | Zebulon      | 20 461     |
| 255 | Spalding   | Griffin      | 69 946     |
| 285 | Troup      | LaGrange     | 70 742     |
| 293 | Upson      | Thomaston    | 28 263     |

### Villes de 10 000 habitants ou plus
- Columbus - 206 922
- Newnan - 42 549
- Peachtree City - 38 244
- Douglasville - 34 650
- LaGrange - 30 858
- McDonough - 29 051
- Carrollton - 26 738
- Griffin - 23 478
- Fayetteville - 18 957
- Villa Rica - 17 830

### Villes de 2 500 à 10 000 habitants
- Thomaston - 9 816
- Hampton - 8 368
- Tyrone - 7 658
- Bremen - 7 185
- Barnesville - 6 292
- Temple - 5 089
- Palmetto - 5 071
- Senoia - 5 016
- Fairfield Plantation - 4 898
- Heron Bay - 4 679
- West Point - 3 719
- Manchester - 3 584
- Experiment - 3 328
- Hogansville - 3 267
- Tallapoosa - 3 227
- Hannahs Mill - 3 121
- Grantville - 3 103
- Chattahoochee Hills - 2 950

## Historique de vote
| Année | Poste      | Résultats              |
| ----- | ---------- | ---------------------- |
| 2000  | Président  | Bush 67,0 % - 33,0 %   |
| 2004  | Président  | Bush 70,0 % - 29,0 %   |
| 2008  | Président  | McCain 65,3 % - 34,0 % |
| 2012  | Président  | Romney 66,0 % - 33,0 % |
| 2016  | Président  | Trump 64,3 % - 32,8 %  |
| 2018  | Gouverneur | Kemp 64,0 % - 35,0 %   |
| 2020  | Président  | Trump 62,0 % - 37,0 %  |

## Liste des Représentants du district
| Membre                          | Parti                 | Années                             | Congrès     | Histoire électorale | Zone géographique |
| ------------------------------- | --------------------- | ---------------------------------- | ----------- | --- | --- |
| District établit le 4 mars 1789 |                       |                                    |             | | |
| George Mathews (en)             | Anti-Administration   | 4 mars 1789 - 3 mars 1791          | 1er         | Élu en 1789. Perds sa réélection. | 1789–1791 "District supérieur" : Burke, Camden, Chatham, Effingham, Glynn, Greene, Liberty, Richmond, Washington et Wilkes |
| Francis Willis (en)             | Anti-Administration   | 4 mars 1791 - 3 mars 1793          | 2e          | Élu en 1791. Redécoupage vers le district at-large.                                                                                                 | 1797–1793 "District Nord (ou Ouest)" : Greene et Wilkes                                                                    |
| District non utilisé            | District non utilisé  | 3 mars 1793 - 3 mars 1827          |             | | |
| Wiley Thompson                  | Jacksonien (en)       | 4 mars 1827 - 3 mars 1829          | 20e         | Redécoupage depuis le district at-large et réélu en 1826. Redécoupage vers le district at-large.                                                    | 1827–1829 |
| District non utilisé            | District non utilisé  | 3 mars 1829 - 3 mars 1845          |             | | |
| Vacant                          | Vacant                | 4 mars 1845 - 5 janvier 1846       | 29e         | Le Représentant-élu Washington Poe n'a pas été intronisé.                                                                                           | 1845–1853 |
| George W. Towns (en)            | Démocrate             | 5 janvier 1846 - 3 mars 1847       | 29e         | Élu pour terminer le mandat de Poe. | 1845–1853 |
| John W. Jones (en)              | Whig                  | 4 mars 1847 - 3 mars 1849          | 30e         | Élu en 1846. | 1845–1853 |
| Allen F. Owen (en)              | Whig                  | 4 mars 1849 - 3 mars 1853          | 31e         | Élu en 1848. | 1845–1853 |
| David J. Bailey (en)            | State's Rights (en)   | 4 mars 1851 - 3 mars 1853          | 32e , 33e   | Élu en 1851. Réélu en 1853. | 1845–1853 |
| David J. Bailey (en)            | Démocrate             | 4 mars 1853 - 3 mars 1855          | 32e , 33e   | Élu en 1851. Réélu en 1853. | 1853–1863 |
| Robert P. Trippe (en)           | Know Nothing          | 4 mars 1855 - 3 mars 1859          | 34e , 35e   | Élu en 1855. Réélu en 1857. | 1853–1863 |
| Thomas Hardeman Jr. (en)        | Opposition Party (en) | 4 mars 1859 - 23 janvier 1861      | 36e         | Élu en 1859. Retrait. | 1853–1863 |
| Vacant                          | Vacant                | 23 janvier 1861 - 3 mars 1863      | 36e , 37e   | Guerre de Sécession et Reconstruction | 1853–1863 |
| Vacant                          | Vacant                | 4 mars 1863 - 25 juillet 1868      | 38e - 40e   | Guerre de Sécession et Reconstruction | 1863–1873 |
| William P. Edwards (en)         | Républicain           | 25 juillet 1868 - 3 mars 1869      | 40e         | Élu en 1868 mais ne fut pas permis d'être qualifié.                                                                                                 | 1863–1873 |
| Vacant                          | Vacant                | 4 mars 1869 - 22 décembre 1870     | 41e         | | 1863–1873 |
| Marion Bethune (en)             | Républicain           | 22 décembre 1870 - 3 mars 1871     | 41e         | Élu pour terminer le mandat d'Edwards. | 1863–1873 |
| John S. Bigby (en)              | Républicain           | 4 mars 1871 - 3 mars 1873          | 42e         | Élu en 1870. | 1863–1873 |
| Philip Cook (en)                | Démocrate             | 4 mars 1873 - 3 mars 1883          | 43e - 47e   | Élu en 1872. Réélu en 1874. Réélu en 1876. Réélu en 1878. Réélu en 1880.                                                                            | 1873–1883 |
| Charles F. Crisp (en)           | Démocrate             | 4 mars 1883 - 23 octobre 1896      | 48e - 54e   | Élu en 1882. Réélu en 1884. Réélu en 1886. Réélu en 1888. Réélu en 1890. Réélu en 1892. Réélu en 1894. Décès.                                       | 1883–1893 |
| Charles F. Crisp (en)           | Démocrate             | 4 mars 1883 - 23 octobre 1896      | 48e - 54e   | Élu en 1882. Réélu en 1884. Réélu en 1886. Réélu en 1888. Réélu en 1890. Réélu en 1892. Réélu en 1894. Décès.                                       | 1893–1903 |
| Vacant                          | Vacant                | 23 octobre 1896 - 19 décembre 1896 |             | | |
| Charles R. Crisp (en)           | Démocrate             | 19 décembre 1896 - 3 mars 1897     | 54e         | Élu pour terminer le mandat de son père. | |
| Elijah B. Lewis (en)            | Démocrate             | 4 mars 1897 - 3 mars 1909          | 55e - 60e   | Élu en 1896. Réélu en 1898. Réélu en 1900. Réélu en 1902. Réélu en 1904. Réélu en 1906.                                                             | |
| Elijah B. Lewis (en)            | Démocrate             | 4 mars 1897 - 3 mars 1909          | 55e - 60e   | Élu en 1896. Réélu en 1898. Réélu en 1900. Réélu en 1902. Réélu en 1904. Réélu en 1906.                                                             | 1903–1913 |
| Dudley M. Hughes (en)           | Démocrate             | 4 mars 1909 - 3 mars 1913          | 61e , 62e   | Élu en 1908. Réélu en 1910. Redécoupage vers le 12e district.                                                                                       | |
| Charles R. Crisp (en)           | Démocrate             | 4 mars 1913 - 7 octobre 1932       | 63e - 72e   | Élu en 1912. Réélu en 1914. Réélu en 1916. Réélu en 1918. Réélu en 1920. Réélu en 1922. Réélu en 1924. Réélu en 1926. Réélu en 1928. Réélu en 1930. | 1913–1923 |
| 1923–1933                       |                       |                                    | 63e - 72e   | Élu en 1912. Réélu en 1914. Réélu en 1916. Réélu en 1918. Réélu en 1920. Réélu en 1922. Réélu en 1924. Réélu en 1926. Réélu en 1928. Réélu en 1930. | |
| Vacant                          | Vacant                | 7 octobre 1932 - 8 novembre 1932   |             | | |
| Bryant T. Castellow (en)        | Démocrate             | 8 novembre 1932 - 3 janvier 1937   | 72e - 74e   | Élu pour terminer le mandat de Crisp. Réélu en 1932. Réélu en 1934.                                                                                 | |
| Bryant T. Castellow (en)        | Démocrate             | 8 novembre 1932 - 3 janvier 1937   | 72e - 74e   | Élu pour terminer le mandat de Crisp. Réélu en 1932. Réélu en 1934.                                                                                 | 1933–1943 |
| Stephen Pace (en)               | Démocrate             | 3 janvier 1937 - 3 janvier 1951    | 75e - 81e   | Élu en 1936. Réélu en 1938. Réélu en 1940. Réélu en 1942. Réélu en 1944. Réélu en 1946. Réélu en 1948.                                              | |
| Stephen Pace (en)               | Démocrate             | 3 janvier 1937 - 3 janvier 1951    | 75e - 81e   | Élu en 1936. Réélu en 1938. Réélu en 1940. Réélu en 1942. Réélu en 1944. Réélu en 1946. Réélu en 1948.                                              | 1943–1953 |
| Tic Forrester (en)              | Démocrate             | 3 janvier 1951 - 3 janvier 1965    | 82e - 88e   | Élu en 1950. Réélu en 1952. Réélu en 1954. Réélu en 1956. Réélu en 1958. Réélu en 1960. Réélu en 1962.                                              | |
| Tic Forrester (en)              | Démocrate             | 3 janvier 1951 - 3 janvier 1965    | 82e - 88e   | Élu en 1950. Réélu en 1952. Réélu en 1954. Réélu en 1956. Réélu en 1958. Réélu en 1960. Réélu en 1962.                                              | 1953–1963 |
| Tic Forrester (en)              | Démocrate             | 3 janvier 1951 - 3 janvier 1965    | 82e - 88e   | Élu en 1950. Réélu en 1952. Réélu en 1954. Réélu en 1956. Réélu en 1958. Réélu en 1960. Réélu en 1962.                                              | 1963–1973 |
| Bo Callaway (en)                | Républicain           | 3 janvier 1965 - 3 janvier 1967    | 89e         | Élu en 1964. | |
| Jack Brinkley (en)              | Démocrate             | 3 janvier 1967 - 3 janvier 1983    | 90e - 97e   | Élu en 1966. Réélu en 1968. Réélu en 1970. Réélu en 1972. Réélu en 1974. Réélu en 1976. Réélu en 1978. Réélu en 1980.                               | |
| Jack Brinkley (en)              | Démocrate             | 3 janvier 1967 - 3 janvier 1983    | 90e - 97e   | Élu en 1966. Réélu en 1968. Réélu en 1970. Réélu en 1972. Réélu en 1974. Réélu en 1976. Réélu en 1978. Réélu en 1980.                               | 1973–1983 |
| Richard Ray (en)                | Démocrate             | 3 janvier 1983 - 3 janvier 1993    | 98e - 102e  | Élu en 1982. Réélu en 1984. Réélu en 1986. Réélu en 1988. Réélu en 1990.                                                                            | 1983–1993 |
| Mac Collins (en)                | Républicain           | 3 janvier 1993 - 3 janvier 2003    | 103e - 107e | Élu en 1992. Réélu en 1994. Réélu en 1996. Réélu en 1998. Réélu en 2000. Redécoupage vers le 8e district.                                           | 1993–2003 |
| Jim Marshall (en)               | Démocrate             | 3 janvier 2003 - 3 janvier 2007    | 108e , 109e | Élu en 2002. Réélu en 2004. Redécoupage vers le 8e district.                                                                                        | 2003–2007 |
| Lynn Westmoreland               | Républicain           | 3 janvier 2007 - 3 janvier 2017    | 110e - 114e | Redécoupage depuis le 8e district et réélu en 2006. Réélu en 2008. Réélu en 2010. Réélu en 2012. Réélu en 2014. Retrait.                            | 2007–2013 |
| Lynn Westmoreland               | Républicain           | 3 janvier 2007 - 3 janvier 2017    | 110e - 114e | Redécoupage depuis le 8e district et réélu en 2006. Réélu en 2008. Réélu en 2010. Réélu en 2012. Réélu en 2014. Retrait.                            | 2013–2023 2023–en cours |
| Drew Ferguson                   | Républicain           | 3 janvier 2017 - en cours          | 115e - 118e | Élu en 2016. Réélu en 2018. Réélu en 2020. Réélu en 2022.                                                                                           | |

## Résultats des récentes élections
Voici les résultats des dix précédents cycles électoraux dans le district.

### 2004
| Élection de 2004 du 3e district congressionnel de Géorgie | Élection de 2004 du 3e district congressionnel de Géorgie | Élection de 2004 du 3e district congressionnel de Géorgie | Élection de 2004 du 3e district congressionnel de Géorgie | Élection de 2004 du 3e district congressionnel de Géorgie |
| --------------------------------------------------------- | --------------------------------------------------------- | --------------------------------------------------------- | --------------------------------------------------------- | --------------------------------------------------------- |
| Parti                                                     | Parti                                                     | Candidat                                                  | Votes                                                     | %                                                         |
|                                                           | Démocrate                                                 | Jim Marshall (en) (sortant)                               | 69 518                                                    | 100%                                                      |
|                                                           | Les Démocrates conservent                                 |                                                           |                                                           |                                                           |

### 2006
| Élection de 2006 du 3e district congressionnel de Géorgie | Élection de 2006 du 3e district congressionnel de Géorgie | Élection de 2006 du 3e district congressionnel de Géorgie | Élection de 2006 du 3e district congressionnel de Géorgie | Élection de 2006 du 3e district congressionnel de Géorgie |
| --------------------------------------------------------- | --------------------------------------------------------- | --------------------------------------------------------- | --------------------------------------------------------- | --------------------------------------------------------- |
| Parti                                                     | Parti                                                     | Candidat                                                  | Votes                                                     | %                                                         |
|                                                           | Républicain                                               | Lynn Westmoreland                                         | 130 428                                                   | 67,65                                                     |
|                                                           | Démocrate                                                 | Mike McGrew                                               | 62 371                                                    | 32,35                                                     |
| Total des votes                                           | Total des votes                                           | Total des votes                                           | 192 799                                                   | 100%                                                      |
|                                                           | Les Républicains conservent                               |                                                           |                                                           |                                                           |

### 2008
| Élection de 2008 du 3e district congressionnel de Géorgie | Élection de 2008 du 3e district congressionnel de Géorgie | Élection de 2008 du 3e district congressionnel de Géorgie | Élection de 2008 du 3e district congressionnel de Géorgie | Élection de 2008 du 3e district congressionnel de Géorgie |
| --------------------------------------------------------- | --------------------------------------------------------- | --------------------------------------------------------- | --------------------------------------------------------- | --------------------------------------------------------- |
| Parti                                                     | Parti                                                     | Candidat                                                  | Votes                                                     | %                                                         |
|                                                           | Républicain                                               | Lynn Westmoreland (sortant)                               | 225 031                                                   | 65,70                                                     |
|                                                           | Démocrate                                                 | Stephen A. Camp                                           | 117 506                                                   | 34,30                                                     |
| Total des votes                                           | Total des votes                                           | Total des votes                                           | 342 537                                                   | 100%                                                      |
|                                                           | Les Républicains conservent                               |                                                           |                                                           |                                                           |

### 2010
| Élection de 2010 du 3e district congressionnel de Géorgie | Élection de 2010 du 3e district congressionnel de Géorgie | Élection de 2010 du 3e district congressionnel de Géorgie | Élection de 2010 du 3e district congressionnel de Géorgie | Élection de 2010 du 3e district congressionnel de Géorgie |
| --------------------------------------------------------- | --------------------------------------------------------- | --------------------------------------------------------- | --------------------------------------------------------- | --------------------------------------------------------- |
| Parti                                                     | Parti                                                     | Candidat                                                  | Votes                                                     | %                                                         |
|                                                           | Républicain                                               | Lynn Westmoreland (sortant)                               | 168 304                                                   | 69,48                                                     |
|                                                           | Démocrate                                                 | Frank Saunders                                            | 73 932                                                    | 30,52                                                     |
| Total des votes                                           | Total des votes                                           | Total des votes                                           | 242 236                                                   | 100%                                                      |
|                                                           | Les Républicains conservent                               |                                                           |                                                           |                                                           |

### 2012
| Élection de 2012 du 3e district congressionnel de Géorgie | Élection de 2012 du 3e district congressionnel de Géorgie | Élection de 2012 du 3e district congressionnel de Géorgie | Élection de 2012 du 3e district congressionnel de Géorgie | Élection de 2012 du 3e district congressionnel de Géorgie |
| --------------------------------------------------------- | --------------------------------------------------------- | --------------------------------------------------------- | --------------------------------------------------------- | --------------------------------------------------------- |
| Parti                                                     | Parti                                                     | Candidat                                                  | Votes                                                     | %                                                         |
|                                                           | Républicain                                               | Lynn Westmoreland (sortant)                               | 232 380                                                   | 100%                                                      |
|                                                           | Les Républicains conservent                               |                                                           |                                                           |                                                           |

### 2014
| Élection de 2014 du 3e district congressionnel de Géorgie | Élection de 2014 du 3e district congressionnel de Géorgie | Élection de 2014 du 3e district congressionnel de Géorgie | Élection de 2014 du 3e district congressionnel de Géorgie | Élection de 2014 du 3e district congressionnel de Géorgie |
| --------------------------------------------------------- | --------------------------------------------------------- | --------------------------------------------------------- | --------------------------------------------------------- | --------------------------------------------------------- |
| Parti                                                     | Parti                                                     | Candidat                                                  | Votes                                                     | %                                                         |
|                                                           | Républicain                                               | Lynn Westmoreland (sortant)                               | 156 277                                                   | 100%                                                      |
|                                                           | Les Républicains conservent                               |                                                           |                                                           |                                                           |

### 2016
| Élection de 2016 du 3e district congressionnel de Géorgie | Élection de 2016 du 3e district congressionnel de Géorgie | Élection de 2016 du 3e district congressionnel de Géorgie | Élection de 2016 du 3e district congressionnel de Géorgie | Élection de 2016 du 3e district congressionnel de Géorgie |
| --------------------------------------------------------- | --------------------------------------------------------- | --------------------------------------------------------- | --------------------------------------------------------- | --------------------------------------------------------- |
| Parti                                                     | Parti                                                     | Candidat                                                  | Votes                                                     | %                                                         |
|                                                           | Républicain                                               | Drew Ferguson                                             | 207 218                                                   | 68,35                                                     |
|                                                           | Démocrate                                                 | Angela Pendley                                            | 95 969                                                    | 31,65                                                     |
| Total des votes                                           | Total des votes                                           | Total des votes                                           | 303 187                                                   | 100%                                                      |
|                                                           | Les Républicains conservent                               |                                                           |                                                           |                                                           |

### 2018
| Élection de 2018 du 3e district congressionnel de Géorgie, | Élection de 2018 du 3e district congressionnel de Géorgie, | Élection de 2018 du 3e district congressionnel de Géorgie, | Élection de 2018 du 3e district congressionnel de Géorgie, | Élection de 2018 du 3e district congressionnel de Géorgie, |
| ---------------------------------------------------------- | ---------------------------------------------------------- | ---------------------------------------------------------- | ---------------------------------------------------------- | ---------------------------------------------------------- |
| Parti                                                      | Parti                                                      | Candidat                                                   | Votes                                                      | %                                                          |
|                                                            | Républicain                                                | Drew Ferguson (sortant)                                    | 191 966                                                    | 65,53                                                      |
|                                                            | Démocrate                                                  | Chuck Enderlin                                             | 101 010                                                    | 34,47                                                      |
| Total des votes                                            | Total des votes                                            | Total des votes                                            | 293 066                                                    | 100%                                                       |
|                                                            | Les Républicains conservent                                |                                                            |                                                            |                                                            |

### 2020
| Élection de 2020 du 3e district congressionnel de Géorgie | Élection de 2020 du 3e district congressionnel de Géorgie | Élection de 2020 du 3e district congressionnel de Géorgie | Élection de 2020 du 3e district congressionnel de Géorgie | Élection de 2020 du 3e district congressionnel de Géorgie |
| --------------------------------------------------------- | --------------------------------------------------------- | --------------------------------------------------------- | --------------------------------------------------------- | --------------------------------------------------------- |
| Parti                                                     | Parti                                                     | Candidat                                                  | Votes                                                     | %                                                         |
|                                                           | Républicain                                               | Drew Ferguson (sortant)                                   | 213 524                                                   | 68,75                                                     |
|                                                           | Démocrate                                                 | Val Almonord                                              | 97 057                                                    | 31,25                                                     |
| Total des votes                                           | Total des votes                                           | Total des votes                                           | 310 581                                                   | 100%                                                      |
|                                                           | Les Républicains conservent                               |                                                           |                                                           |                                                           |

### 2022
| Primaire Républicaine de 2022 du 3e district congressionnel de Géorgie | Primaire Républicaine de 2022 du 3e district congressionnel de Géorgie | Primaire Républicaine de 2022 du 3e district congressionnel de Géorgie | Primaire Républicaine de 2022 du 3e district congressionnel de Géorgie | Primaire Républicaine de 2022 du 3e district congressionnel de Géorgie |
| ---------------------------------------------------------------------- | ---------------------------------------------------------------------- | ---------------------------------------------------------------------- | ---------------------------------------------------------------------- | ---------------------------------------------------------------------- |
| Parti                                                                  | Parti                                                                  | Candidat                                                               | Votes                                                                  | %                                                                      |
|                                                                        | Républicain                                                            | Drew Ferguson (sortant)                                                | 96 314                                                                 | 82,7                                                                   |
|                                                                        | Républicain                                                            | Jared Craig                                                            | 20 175                                                                 | 17,3                                                                   |

| Primaire Démocrate de 2022 du 3e district congressionnel de Géorgie | Primaire Démocrate de 2022 du 3e district congressionnel de Géorgie | Primaire Démocrate de 2022 du 3e district congressionnel de Géorgie | Primaire Démocrate de 2022 du 3e district congressionnel de Géorgie | Primaire Démocrate de 2022 du 3e district congressionnel de Géorgie |
| ------------------------------------------------------------------- | ------------------------------------------------------------------- | ------------------------------------------------------------------- | ------------------------------------------------------------------- | ------------------------------------------------------------------- |
| Parti                                                               | Parti                                                               | Candidat                                                            | Votes                                                               | %                                                                   |
|                                                                     | Démocrate                                                           | Val Almonord                                                        | 32 207                                                              | 100%                                                                |

| Élection de 2022 du 3e district congressionnel de Géorgie | Élection de 2022 du 3e district congressionnel de Géorgie | Élection de 2022 du 3e district congressionnel de Géorgie | Élection de 2022 du 3e district congressionnel de Géorgie | Élection de 2022 du 3e district congressionnel de Géorgie |
| --------------------------------------------------------- | --------------------------------------------------------- | --------------------------------------------------------- | --------------------------------------------------------- | --------------------------------------------------------- |
| Parti                                                     | Parti                                                     | Candidat                                                  | Votes                                                     | %                                                         |
|                                                           | Républicain                                               | Drew Ferguson (sortant)                                   | 213 524                                                   | 68,75                                                     |
|                                                           | Démocrate                                                 | Val Almonord                                              | 97 057                                                    | 31,25                                                     |
| Total des votes                                           | Total des votes                                           | Total des votes                                           | 310 581                                                   | 100%                                                      |
|                                                           | Les Républicains conservent                               |                                                           |                                                           |                                                           |

### 2024
| Primaire Républicaine de 2024 du 3e district congressionnel de Géorgie | Primaire Républicaine de 2024 du 3e district congressionnel de Géorgie | Primaire Républicaine de 2024 du 3e district congressionnel de Géorgie | Primaire Républicaine de 2024 du 3e district congressionnel de Géorgie | Primaire Républicaine de 2024 du 3e district congressionnel de Géorgie |
| ---------------------------------------------------------------------- | ---------------------------------------------------------------------- | ---------------------------------------------------------------------- | ---------------------------------------------------------------------- | ---------------------------------------------------------------------- |
| Parti                                                                  | Parti                                                                  | Candidat                                                               | Votes                                                                  | %                                                                      |
|                                                                        | Républicain                                                            | Brian Jack                                                             | 32 877                                                                 | 46,7                                                                   |
|                                                                        | Républicain                                                            | Mike Dugan                                                             | 17 522                                                                 | 24,9                                                                   |
|                                                                        | Républicain                                                            | Mike Crane                                                             | 11 182                                                                 | 15,9                                                                   |
|                                                                        | Républicain                                                            | Philip Singleton                                                       | 4743                                                                   | 6,7                                                                    |
|                                                                        | Républicain                                                            | Jim Bennett                                                            | 4076                                                                   | 5,8                                                                    |
|                                                                        | Républicain                                                            | Ray Blair                                                              | 0                                                                      | 0,0                                                                    |

| Second Tour de la Primaire Républicaine de 2024 du 3e district congressionnel de Géorgie | Second Tour de la Primaire Républicaine de 2024 du 3e district congressionnel de Géorgie | Second Tour de la Primaire Républicaine de 2024 du 3e district congressionnel de Géorgie | Second Tour de la Primaire Républicaine de 2024 du 3e district congressionnel de Géorgie | Second Tour de la Primaire Républicaine de 2024 du 3e district congressionnel de Géorgie |
| ---------------------------------------------------------------------------------------- | ---------------------------------------------------------------------------------------- | ---------------------------------------------------------------------------------------- | ---------------------------------------------------------------------------------------- | ---------------------------------------------------------------------------------------- |
| Parti                                                                                    | Parti                                                                                    | Candidat                                                                                 | Votes                                                                                    | %                                                                                        |
|                                                                                          | Républicain                                                                              | Brian Jack                                                                               | 29 654                                                                                   | 65,6                                                                                     |
|                                                                                          | Républicain                                                                              | Mike Dugan                                                                               | 17 693                                                                                   | 37,4                                                                                     |

| Primaire Démocrate de 2024 du 3e district congressionnel de Géorgie | Primaire Démocrate de 2024 du 3e district congressionnel de Géorgie | Primaire Démocrate de 2024 du 3e district congressionnel de Géorgie | Primaire Démocrate de 2024 du 3e district congressionnel de Géorgie | Primaire Démocrate de 2024 du 3e district congressionnel de Géorgie |
| ------------------------------------------------------------------- | ------------------------------------------------------------------- | ------------------------------------------------------------------- | ------------------------------------------------------------------- | ------------------------------------------------------------------- |
| Parti                                                               | Parti                                                               | Candidat                                                            | Votes                                                               | %                                                                   |
|                                                                     | Démocrate                                                           | Maura Keller                                                        | 13 237                                                              | 53,0                                                                |
|                                                                     | Démocrate                                                           | Val Almonord                                                        | 11 730                                                              | 47,0                                                                |

| Élection de 2024 du 3e district congressionnel de Géorgie | Élection de 2024 du 3e district congressionnel de Géorgie | Élection de 2024 du 3e district congressionnel de Géorgie | Élection de 2024 du 3e district congressionnel de Géorgie | Élection de 2024 du 3e district congressionnel de Géorgie |
| --------------------------------------------------------- | --------------------------------------------------------- | --------------------------------------------------------- | --------------------------------------------------------- | --------------------------------------------------------- |
| Parti                                                     | Parti                                                     | Candidat                                                  | Votes                                                     | %                                                         |
|                                                           | Républicain                                               | Brian Jack                                                | 273 036                                                   | 66,3                                                      |
|                                                           | Démocrate                                                 | Maura Keller                                              | 138 749                                                   | 33,7                                                      |
| Total des votes                                           | Total des votes                                           | Total des votes                                           | 411 785                                                   | 100 %                                                     |
|                                                           | Les Républicains conservent                               |                                                           |                                                           |                                                           |